# Európai Tudományos Újságíró Szervezetek Uniója
Az Európai Tudományos Újságíró Szervezetek Uniója (European Union of Science Journalists' Associations) (EUSJA) az egyik legrégebbi, tudományos kommunikációval foglalkozó nonprofit társadalmi szervezet Európában.  
A szervezet tagja a World Federation of Science Journalists közösségnek, amely a világ összes tudományos újságírással foglalkozó szervezetét magába foglalja.

## Története
A szervezet 1971-ben alakult meg Belgiumban és célja, hogy a tudományos közösségek és a tudományos újságírással foglalkozó újságírók közötti kommunikációt elősegítse, a tudományos újságírás szakmai színvonalát és rangját megőrizze.A szervezet 21 európai ország tudományos újságírással foglalkozó egyesületét fogja össze, célkitűzéseit az Euroscience Foundation alapítványán keresztül valósítja meg. Az Európai Tudományos Újságíró Szervezetek Uniójában Magyarországot a Tudományos Újságírók Klubja képviseli.

## Az EUSJA tagjai
- Anglia – Association of British Science Writers[5]
- Ausztria – Klub der Bildungs- und Wissenschaftsjournalisten Österreichs[6]
- Belgium – Association Belge des Scientifiques[7]
- Csehország –  Czech Association of Science Journalists
- Dánia – Danske Videnskabs-Journalister[8]
- Észtország – Estonian Science Journalists' Association
- Finnország – Finnish Association of Science Editors and Journalists (FASEJ)
- Görögország – Hellenic Association of Science Communication Science View
- Hollandia – Dutch Association of Science Journalists (VWN)
- Írország –  Irish Science Journalists Association (ISJA)
- Lengyelország – Polish Science Journalists' Association
- Magyarország – Tudományos Újságírók Klubja[9]Az EUSJA nemzeti küldötte a TÚK örökös tiszteletbeli elnöke, Palugyai István.
- Németország – Journalists' Association for Technical-Scientific Publicism (TELI)
- Olaszország – UGIS-Unione Giornalisti Italiani Scientifici[10]
- Oroszország – Russian Association of Science Writers and Journalists 'INTELLECT
- Portugália – Portuguese Science Journalists' Association
- Románia – Romanian National Commission for UNESCO
- Spanyolország – Spanish Association of Science Communication (AECC), Catalan Association for Science Communication (ACCC)
- Svájc – Swiss Association of Science Journalism
- Svédország –  Association of Swedish Science Journalists
- Szlovákia – Slovenian Science Journalists' Association